# Championnat de Jordanie de football 2003-2004
Navigation
Saison précédente Saison suivante
La saison 2003-2004 du Championnat de Jordanie de football est la cinquante-cinquième édition du championnat de première division en Jordanie.
Le déroulement de la compétition est modifié cette saison et se déroule en deux phases :
- la première phase voit les dix équipes s'affronter une seule fois. Les quatre premiers du classement à l'issue de cette phase se qualifient pour la poule pour le titre tandis que les quatre derniers disputent la poule de relégation, qui voit les deux moins bons clubs être relégués en deuxième division.
- la poule pour le titre regroupe les quatre équipes qualifiées de la première phase, qui s'affrontent à nouveau une fois. Le club en tête du classement final est sacré champion et se qualifie pour la Coupe de l'AFC 2005 en compagnie du vainqueur de la Coupe de Jordanie.

C'est le club d'Al Faisaly Club, quadruple tenant du titre, qui remporte à nouveau la compétition après avoir terminé en tête de la poule finale, avec cinq points d'avance sur Al-Weehdat Club et Al Hussein Irbid. C'est le 30e titre de champion de Jordanie de l'histoire du club, qui réussit le doublé en s'imposant en finale de la Coupe de Jordanie face à Al-Hussein.

## Les clubs participants
| - Al-Weehdat Club - Al Ramtha SC - Al Hussein Irbid - Al-Ahli Amman - Al Yarmouk Amman - Promu de D2 | - Al Jazira Amman - Al-Faisaly Club - Al Buqa'a - Kfarsoum SC - Promu de D2 - Shabab Al Hussein |

## Compétition
Le barème utilisé pour établir les classements est le suivant :
- Victoire : 3 points
- Match nul : 1 point
- Défaite : 0 point

### Première phase
| Rang | Équipe              | Pts | J | G | N | P | Bp | Bc | Diff |
| ---- | ------------------- | --- | - | - | - | - | -- | -- | ---- |
| 1    | Al-Weehdat Club     | 22  | 9 | 7 | 1 | 1 | 25 | 7  | +18  |
| 2    | Al Faisaly Club'T'C | 22  | 9 | 7 | 1 | 1 | 16 | 7  | +9   |
| 3    | Al Buqa'a           | 19  | 9 | 5 | 4 | 0 | 19 | 8  | +11  |
| 4    | Al Hussein Irbid    | 15  | 9 | 4 | 3 | 2 | 15 | 10 | +5   |
| 5    | Shabab Al-Hussein   | 12  | 9 | 3 | 3 | 3 | 13 | 13 | 0    |
| 6    | Al Ramtha SC        | 11  | 9 | 3 | 2 | 4 | 11 | 13 | -2   |
| 7    | Kfarsoum SCP        | 8   | 9 | 2 | 2 | 5 | 13 | 23 | -10  |
| 8    | Al Jazira Amman     | 6   | 9 | 1 | 3 | 5 | 8  | 18 | -10  |
| 9    | Al Yarmouk AmmanP   | 5   | 9 | 1 | 2 | 6 | 7  | 17 | -10  |
| 10   | Al-Ahli Amman       | 4   | 9 | 1 | 1 | 7 | 11 | 22 | -11  |

|  | Qualification pour la poule pour le titre                                                |
|  | Participation à la poule de relégation                                                   |
|  | T : Tenant du titre C : Vainqueur de la Coupe de Jordanie P : Promu de deuxième division |

### Seconde phase

#### Poule pour le titre
| Rang | Équipe              | Pts | J | G | N | P | Bp | Bc | Diff |  | Résultats (▼ dom., ► ext.) | Fais | Huss | Weeh | Buqa |
| ---- | ------------------- | --- | - | - | - | - | -- | -- | ---- |  | -------------------------- | ---- | ---- | ---- | ---- |
| 1    | Al Faisaly Club'T'C | 9   | 3 | 3 | 0 | 0 | 5  | 2  | +3   |  | Al Faisaly Club'T'C        |      |      |      | 1-0  |
| 2    | Al Hussein Irbid    | 4   | 3 | 1 | 1 | 1 | 4  | 2  | +2   |  | Al Hussein Irbid           | 1-2  |      | 0-0  |      |
| 3    | Al-Weehdat Club     | 4   | 3 | 1 | 1 | 1 | 4  | 3  | +1   |  | Al-Weehdat Club            | 1-2  |      |      |      |
| 4    | Al Buqa'a           | 0   | 3 | 0 | 0 | 3 | 1  | 7  | -6   |  | Al Buqa'a                  |      | 0-3  | 1-3  |      |

|  | Qualification pour la Coupe de l'AFC 2005                 |
|  | T : Tenant du titre C : Vainqueur de la Coupe de Jordanie |

#### Poule de relégation
- Les résultats de la poule ne sont pas connus, on sait juste que les deux clubs relégués sont Al Yarmouk Amman et Al Jazira Amman.

| Rang | Équipe            | Pts | J | G | N | P | Bp | Bc | Diff |
| ---- | ----------------- | --- | - | - | - | - | -- | -- | ---- |
| 1    | Kfarsoum SCP      |     |   |   |   |   |    |    |      |
| 2    | Al-Ahli Amman     |     |   |   |   |   |    |    |      |
| 3    | Al Jazira Amman   |     |   |   |   |   |    |    |      |
| 4    | Al Yarmouk AmmanP |     |   |   |   |   |    |    |      |

|  | Relégation directe en deuxième division |
|  | P : Promu de deuxième division          |

## Bilan de la saison
| Championnat de Jordanie de football 2003-2004 |                             |
| Champion                                      | Al Faisaly Club (30e titre) |
| Coupes et trophées                            |                             |
| Vainqueur de la Coupe de Jordanie 2003-2004   | Al Faisaly Club             |
| Qualifications continentales                  |                             |
| Coupe de l'AFC 2005                           | Al Faisaly Club             |
| Coupe de l'AFC 2005                           | Al Hussein Irbid            |
| Promotions et relégations                     |                             |
| Promus en première division                   | Shabab Al-Ordon Club        |
| Promus en première division                   | That Ras                    |
| Relégués en deuxième division                 | Al Jazira Amman             |
| Relégués en deuxième division                 | Al Yarmouk Amman            |